# Портрет Степана Яковлевича Репнинского
«Портрет Степана Яковлевича Репнинского» — картина Джорджа Доу и его мастерской, при участии Томаса Райта, из Военной галереи Зимнего дворца.
Картина представляет собой погрудный портрет генерал-майора Степана Яковлевича Репнинского из состава Военной галереи Зимнего дворца.
С начала Отечественной войны 1812 года генерал-майор Репнинский был шефом Тираспольского драгунского полка и командовал отдельным кавалерийским отрядом в 3-й Западной армии, действовал на тыловых коммуникациях Великой армии в Польше. Во время Заграничного похода 1813—1814 годов сражался в Силезии, Саксонии и Пруссии.
Изображён в генеральском мундире, введённом для кавалерийских генералов 6 апреля 1814 года. Слева на груди звезда ордена Св. Анны 1-й степени; на шее крест ордена Св. Георгия 3-го класса; по борту мундира крест Св. Владимира 3-й степени и крест прусского ордена Красного орла 2-й степени; справа на груди серебряная медаль «В память Отечественной войны 1812 года» на Андреевской ленте и бронзовая дворянская медаль «В память Отечественной войны 1812 года» на Владимирской ленте. Подпись на раме: С. Я. Рѣпнинскiй 1й, Генералъ Маiоръ.
7 августа 1820 года Репнинский был включён в список «генералов, заслуживающих быть написанными в галерею» и 11 января 1822 года император Александр I приказал написать его портрет, вследствие чего из Инспекторского департамента Военного министерства Репнинскому было направлено предписание «Государь император соизволил, чтоб портрет его был списан живописцем Давом, посему в случае бытности в Санкт-Петербурге, иметь свидание с сим художником». В 1820-е годы Репнинский командовал 2-й бригадой 2-й конно-егерской дивизии и затем 2-й драгунской дивизией и постоянно проживал в Воронеже, в Санкт-Петербург он по делам службы смог приехать лишь в феврале 1827 года; вероятно, тогда же и состоялась его встреча с Доу. Аванс Доу был выплачен 28 апреля 1828 года, но работа была художником не закончена, поскольку тот во время коронационных торжеств в Варшаве тяжело заболел и уехал в Лондон, где вскоре скончался. Завершил картину, вероятно, зять Доу Томас Райт, оставшаяся часть гонорара в размере 500 рублей была ему выплачена в мае 1833 года. Готовый портрет был принят в Эрмитаж 22 декабря 1832 года.